# رودخانه باکوی
رودخانه باکوی (به انگلیسی: Bakoy River) رودخانه‌ای به‌طول ۵۶۰ کیلومتر است که در گینه و مالی جریان دارد.